# 橫山惠
橫山惠（日语：横山 めぐみ，1969年9月2日—）是日本女演員，畢業於青山學院大學。
她的出道作品是1987年播出的「來自北國」，飾演純（吉岡秀隆）的戀人・麗。之後活躍於電視劇、廣告等等，尤其是在2002年播出的「真珠夫人」飾演女主角瑠璃子，演技特出，轟動一時。
與曾經在節目共同演出的SMAP友好，並且也參加過他們的演唱會。
1995年與專務旁白工作的大川泰樹結婚，兩人於2003年離婚。

## 出演作品

### 電視劇
- 來自北國（富士電視台 1987年）
- 真珠夫人（富士電視台 2002年）
- 我們都是新鮮人（富士電視台 2003年）
- 人間失格
- 秀逗男護士（日本電視台系列）
- 沉睡的森林（富士電視台系列）
- 結婚的理想與現實
- 最佳拍檔
- 夾縫中的男人
- 愛沒有明天
- 全為了妳
- 夏日情書
- 無悔的愛
- 職員室
- 心動急診室
- 平成小氣夫妻
- 花村大介
- 陰陽師
- 狂野女人心
- 媽媽的遺傳因子
- 黑傑克請多指教
- 正義大哥大
- 人間的證明
- 牙狼~照亮黑暗的人~
- 猫侍 飾-お靜
- 砂之塔〜知道太多事情的鄰居 飾-阿相寛子
- 超人力霸王Trigger 飾-真中莉奈
- 真夏的灰姑娘 飾-茜

### 劇場版動畫
1987年
- 紫式部 源氏物語（紫之上）

## 外部連結
- プロフィール （页面存档备份，存于） - オスカープロモーション
- プロフィール （页面存档备份，存于） - Official Blog & SNS by beamie
- プロフィール （页面存档备份，存于） - オスカー電子カタログ